# Чилая, Георгий Леонидович
Георгий Леонидович Чилая (26 июня 1957, Сталинири,  Юго-Осетинская АО, Грузинская ССР) — советский футболист, защитник. Мастер спорта международного класса (1981).

## Биография
Воспитанник футбольной школы «Юный динамовец» Тбилиси. В 1975 году стал выступать за дубль тбилисского «Динамо». В чемпионате СССР дебютировал 11 октября 1976 года — в домашнем матче против ворошиловградской «Зари» (3:0) вышел на замену на 67-й минуте вместо Дараселия. Игроком основного состава не являлся — в 1976—1981 годах провёл в чемпионате 50 игр. В 1982—1983 годах сыграл за Торпедо (Кутаиси) 49 игр. В 1984 году вернулся в «Динамо», провёл в чемпионате две игры. Завершил карьеру в 1985 году в «Торпедо» — 28 игр, 4 мяча.
Серебряный призёр Спартакиады народов СССР 1979 года в составе сборной Грузинской ССР.
В финале Кубка СССР 1980 года против донецкого «Шахтёра» (1:2) забил гол. В победном для «Динамо» Кубке обладателей кубков 1980/81 сыграл три матча, забил один гол.
После завершения футбольной карьеры занимался бизнесом в Москве, затем вернулся в Тбилиси.